# Phare de Berck
Situé au nord de l'embouchure de la baie d'Authie, sur la pointe du Haut-Banc, dans les dunes, l'actuel phare de Berck (Pas-de-Calais) a été construit en béton précontraint.
C'est une tour cylindrique en maçonnerie de béton, accolée à un bâtiment en forme de L, dans un grand jardin.
Il est situé à proximité de l'hôpital maritime de Berck.
Le phare précédent, bâti en 1836, a été détruit pendant la Seconde Guerre mondiale en 1944.
Le nouveau phare, réalisation de l'architecte Georges Tourry, fait l’objet d’une inscription au titre des monuments historiques depuis le 30 décembre 2010.
Identifiant : ARLHS : FRA-159 - Amirauté : A1202 - NGA : 8828 .

## Galerie

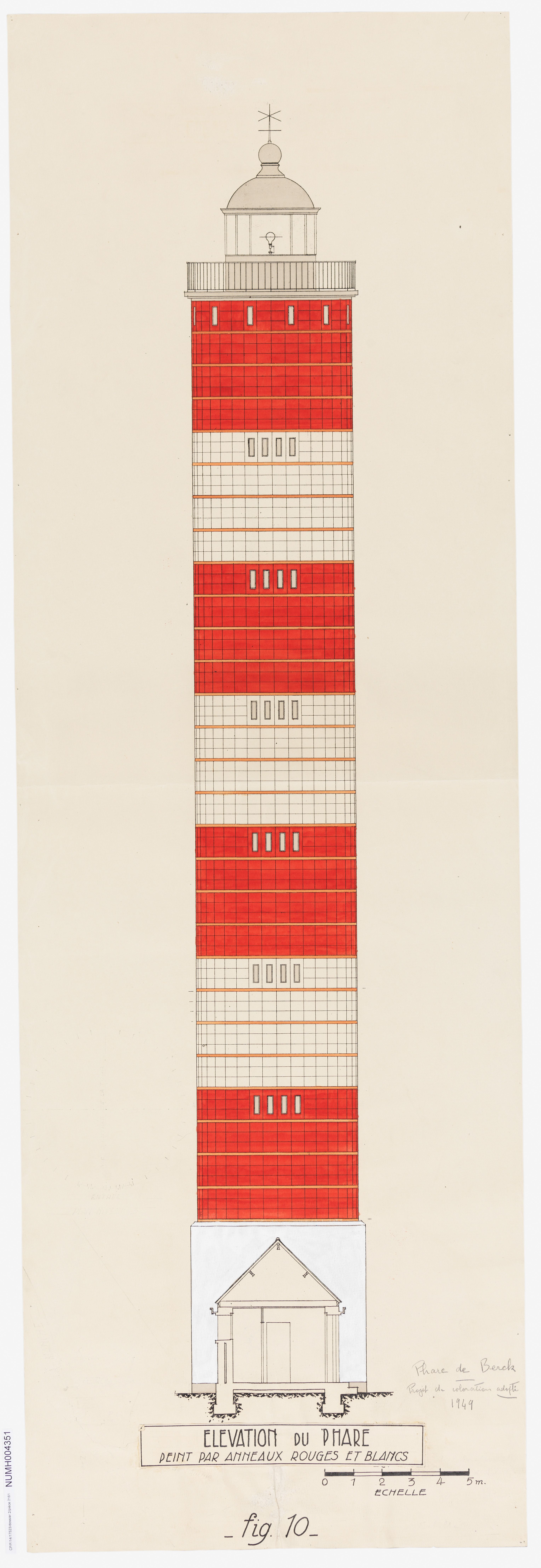
Phare de Berck. Projet de coloration adopté. 1949. Élévation du phare peint par anneaux rouges et blancs. Figure 10

|          |
| Le phare |

|          |
| Le phare |